# Steven Nadler
Steven M. Nadler (11 listopada 1958) – amerykański historyk filozofii. Stopień bakałarza uzyskał na Uniwersytecie Waszyngtona w 1980 roku. Na Uniwersytecie Columbia otrzymał dyplom magisterski (1981), a następnie obronił doktorat (1986). W latach 2004–2009 był profesorem judaistyki na University of Wisconsin-Madison. Jego dorobek skupia się na filozofii XVII wieku, przede wszystkim na kartezjanizmie oraz teoriach Barucha Spinozy i Leibniza.

## Przekłady na polski
- Steven M. Nadler: Spinoza. Tłumacz: Władysław Jeżewski. Warszawa: Państwowy Instytut Wydawniczy, 2002, seria: Biografie Sławnych Ludzi. ISBN 83-06-02896-1. Brak numerów stron w książce